# Гендшікен
Гендшікен (нім. Hendschiken) — громада  в Швейцарії в кантоні Ааргау, округ Ленцбург.

## Географія
Громада розташована на відстані близько 80 км на північний схід від Берна, 13 км на схід від Аарау.
Гендшікен має площу 3,5 км², з яких на 17,8% дозволяється будівництво (житлове та будівництво доріг), 57,3% використовуються в сільськогосподарських цілях, 24,6% зайнято лісами, 0,3% не є продуктивними (річки, льодовики або гори).

## Демографія
2019 року в громаді мешкало 1322 особи (+35,5% порівняно з 2010 роком), іноземців було 19,3%. Густота населення становила 376 осіб/км².
За віковим діапазоном населення розподілялося таким чином: 20,9% — особи молодші 20 років, 67,6% — особи у віці 20—64 років, 11,5% — особи у віці 65 років та старші. Було 545 помешкань (у середньому 2,4 особи в помешканні).
Із загальної кількості 472 працюючих 30 було зайнятих в первинному секторі, 94 — в обробній промисловості, 348 — в галузі послуг.